# Tisíc podzimů Jacoba de Zoeta
Tisíc podzimů Jacoba de Zoeta (anglicky The Thousand Autumns of Jacob de Zoet) je postmoderní historický román Davida Mitchella. Román vyšel roku 2010, česky v roce 2013 v překladu Petry Diestlerové s doslovem Petra Matouška.
Název románu je odvozen od jedné z přezdívek Japonska coby "země tisíce podzimů" a sleduje na přelomu 18. a 19. století nizozemského úředníka Jacoba de Zoeta během jeho pobytu na obchodní faktorii Dedžima sousedící s městem Nagasaki. Kniha je rozdělena do pěti kapitol a její rozsah činí 504 stran.

## Nástin děje

### Nevěsta, pro kterou tančíme
V první kapitole se seznamujeme s nizozemským úředníkem Jacobem de Zoetem, který roku 1799 připlouvá na umělý ostrůvek Dedžima připojený k japonskému Nagasaki, aby zde sloužil coby asistent zástupce Nizozemské východoindické společnosti Unica Vorstenbosche. Zásadový de Zoet se podílí na téměř každém obchodě s japonským místodržitelstvím a přesto, že je Dedžima nekompromisně odtržena od sousedního Nagasaki, aby se zamezilo pronikání barbarské křesťanské kultury, podaří se Jacobovi navázat kontakt s japonským tlumočníkem Ogawou Uzaemonem a porodní asistentkou Orito Aibigawou, které má jako jediná žena možnost vzdělávat se v Dedžimě u nizozemského lékaře jménem Marinus. Jacob se do Aibigawy zamiluje a v krátké době se jí pokusí požádat o ruku skrze tlumočníka Ogawy. Situace se však zkomplikuje, když se rozhodne Vorstenbosch odplout s nizozemskou lodí Shenandoah do Batávie, aby zde osobně dohlédl na probíhající obchody, čímž přenechává ředitelský dohled nad Dedžimou Melchioru van Cleefovi a Jacoba ustanovuje jeho dočasným zástupcem. Ten, když zjistí, že je doposud důvěryhodný Vorstenbosch zkorumpovaným člověkem, který si pro sebe hodlá s pomocí van Cleefa ukořisti část nákladu, místo odmítne a je nahrazen Peterem Fischerem. Ve stejnou dobu umírá slečně Aibigawě její otec a jeho dlouholetý přítel opat Enomoto tak využívá situace, aby dívku unesl do svého kláštera. De Zoet tomu již nedokáže zabránit.

### Pevnost hor
V druhé kapitole sledujeme Orito Aibigawu, která je držena v opevněném kláštere na hoře Širanui. Ten slouží zvrhlému Řádu opata Enomota a jsou v něm umístěny různě znetvořené ženy (Aibigawa má popálenou část obličeje), které jsou podle vůle Bohyně náhodně oplodňovány místními mnichy. Jejich narozené děti pak slouží pro domnělé udržování Enomotovy nesmrtelnosti, který je nechává topit, přestože je jeptiškám sdělováno, že žijí jejich dcery a synové spokojeně v nejrůznějších rodinách. Když se podaří jednomu z mnichů uprchnout, dostává se jeho sepsané svědectví o fungování chrámu až do rukou Ogawy Uzaemona, který tento svitek svěří de Zoetovi a sám se vydá se skupinkou žoldáku Orito zachránit. Ta se pokusí ještě před rituálem Obdarování (tedy dobrovolného znásilnění) z chrámu uprchnout a ačkoli se jí to podaří, nakonec se vrací, aby pomohla bezpečně přivést na svět dvojčata šestnáctileté jeptišky Jajoi. Ogawa Uzaemon se společně se skupinkou deseti žoldáku dostává ke chrámu, ale je zrazen zosnovatelem plánu Šuzajem. Ten ho předhodí opatu Enomotovi, který Ogawu zastřelí.

### Mistr go
Ve třetí kapitole se opět vracíme do Dedžimy, kde se Jacob de Zoet snaží pomocí vlastních sil přeložit klíčový svitek. Je však vyrušen příjezdem anglické lodi Phoebus, které velí kapitán Penhaligon. Angličané se na doporučení nizozemského zrádce Snitkera vydali k Dedžimě, aby zde ukořistili nizozemské zboží a v nejlepším případě ustanovili první britskou kolonii na japonské půdě. Kapitán Penhaligon tedy zajme ředitele van Cleefa a jeho pobočníka Fischera a pokouší se s Nizozemci a Japonci vyjednávat. Jacob de Zoet se tím pádem stává dočasným ředitelem Dedžimy a přesto, že se dozvídá o krachu společnosti a obsazení Nizozemska Napoleonem, doporučuje svým zbývajícím mužům a japonskému místodržitelství, aby neustupovali. Penhaligon se tedy rozhodne na Dedžimu, kde zůstává pouze Jacob a doktor Marinus, zaútočit, ale před třetí salvou děl s lodí odplouvá. Tento čin posílí vztah mezi de Zoetem a místodržitelem Širojamou, kterému Jacob svěří klíčový svitek, jenž může usvědčit opata Enomota. Širojama přejímá za napadení odpovědnost a chystá se spáchat seppuku, ale pomocí lsti nakonec otráví jak sebe, tak Enomota.

### Období dešťů
Čtvrtá kapitola se odehrává až v roce 1811. Jacob de Zoet pohřbívá doktora Marina a ve stejný den se setkává i s Aibigawou, která se stala uznávanou porodní bábou poté, co byl chrám na hoře Širanui srovnán se zemí. Jacob jí podrobně sděluje všechny činy, které pro její záchranu s Ogawou učinili a oba se následně rozloučí.

### Poslední stránky
Závěrečná kapitola se věnuje de Zoetovu odjezdu z Dedžimy v roce 1817. Faktorie, která zde byla po zbývající léta pod Jacobovou správou zaniká a Jacob sám se hodlá navrátit na palubě Věštkyně do nizozemské domoviny. Jak odplouvá, přemítá nad svým životem a my můžeme společně s ním rekapitulovat jeho budoucí roky až do jeho smrti v rodném Zeelandu.

## Zajímavosti
- V knize se znovu vyskytují odkazy na Mitchellova předešlá díla. Jedná se o postavu irského člena nizozemské společnosti Cona Twomeyho, jehož skutečné jméno je Fiacre Muntervary a který je předkem výzkumnice Mo Muntervaryové, která figuruje v prvním Mitchellově románu Hybatelé. Druhou postavou je poté kadet Boerhaave sloužící na lodi Věštkyně i v románu Atlas mraků. Dále můžeme potkat stříbrošedou kočku z románu Třináct měsíců vyskytující se i v próze Haruki Murakamiho. Některé lokality odkazují ke sencislo9 a některé epizodní role nesou jména význačných japonských spisovatelů.
- Útok na Dedžimu v třetí kapitole je založen na skutečném incidentu, který proběhl roku 1808. Tehdy zaútočila na ostrůvek loď Phaeton v domnění, že zde zastihne nizozemské lodě a ukořistí jejich zboží, zatímco ho bránil Nizozemec Hendrik Doeff.